# Serie A2 2009-2010 (calcio femminile)
La Serie A2 2009-2010 è stata l'ottava edizione della Serie A2, la seconda serie del campionato italiano femminile di calcio. Il Mozzanica e l'Upea Orlandia 97 hanno vinto i rispettivi gironi e, assieme alle seconde classificate Südtirol Vintl Damen e Firenze, sono stati promossi in Serie A.

## Stagione

### Novità
Dalla Serie A2 2008-2009 sono state promosse in Serie A il Brescia e la Lazio, mentre dalla Serie A 2008-2009 sono stati retrocessi in Serie A2 Milan e Riozzese (che per motivi finanziari ha rinunciato all'iscrizione in Serie A2, ripartendo dalla Serie D). Dalla Serie B 2008-2009 sono state promosse in Serie A2 Alessandria, Südtirol Vintl Damen, Siena e Sezze, che prendono il posto delle retrocesse Gordige, Montale 2000, Aquile Palermo e Ludos Palermo. A seguito della rinuncia di Riozzese ed Acmei Bari, Graphistudio Campagna ed Ariete sono stati ripescati in Serie A2 a completamento organico.

### Formula
Le 24 squadre partecipanti sono state divise in due gironi da 12 squadre ciascuno. Nei due gironi le squadre si affrontano in un girone all'italiana con partite di andata e ritorno per un totale di 22 giornate. Le prime due classificate di ciascun girone sono promosse in Serie A. L'ultima squadra di ognuno dei due gironi è retrocessa in Serie B.

## Girone A

### Squadre partecipanti
| Club                              | Città            | Stagione 2008-2009     |
| --------------------------------- | ---------------- | ---------------------- |
| A.C.F. Alessandria                | Alessandria      | 1º posto in Serie B/A  |
| A.S.D. Cervia C.F.                | Cervia           | 3º posto in Serie A2/B |
| F.C.F. Como 2000 A.S.D.           | Como             | 3º posto in Serie A2/A |
| A.C.F.D. CMC Dinamo Ravenna       | Ravenna          | 4º posto in Serie A2/A |
| A.S.D. Entella Femminile Chiavari | Chiavari         | 7º posto in Serie A2/A |
| A.S.D. Fortitudo Mozzecane C.F.   | Mozzecane        | 5º posto in Serie A2/A |
| A.C.F.D. Graphistudio Campagna    | Maniago          | 3º posto in Serie B/B  |
| A.C.F. Milan                      | Milano           | 12º posto in Serie A   |
| A.S.D. Mozzanica                  | Mozzanica        | 2º posto in Serie A2/A |
| C.F. Südtirol Vintl Damen         | Vintl / Vandoies | 1º posto in Serie B/B  |
| F.C.F. Tradate Abbiate            | Tradate          | 6º posto in Serie A2/A |
| A.C.F. Trento                     | Trento           | 8º posto in Serie A2/A |

### Classifica finale
|  | Pos. | Squadra             | Pt | G  | V  | N | P  | GF | GS | DR  |
|  | ---- | ------------------- | -- | -- | -- | - | -- | -- | -- | --- |
|  | 1.   | Mozzanica           | 54 | 22 | 17 | 3 | 2  | 63 | 16 | +47 |
|  | 2.   | Südtirol Vintl      | 46 | 22 | 14 | 4 | 4  | 47 | 20 | +27 |
|  | 3.   | Cervia              | 44 | 22 | 13 | 5 | 4  | 53 | 26 | +27 |
|  | 4.   | ACF Milan           | 42 | 22 | 13 | 3 | 6  | 44 | 22 | +22 |
|  | 5.   | Dinamo Ravenna      | 39 | 22 | 12 | 3 | 7  | 39 | 28 | +11 |
|  | 6.   | Tradate Abbiate     | 35 | 22 | 10 | 5 | 7  | 31 | 32 | -1  |
|  | 7.   | Como 2000           | 30 | 22 | 8  | 6 | 8  | 33 | 34 | -1  |
|  | 8.   | Alessandria         | 23 | 22 | 7  | 2 | 13 | 29 | 49 | -20 |
|  | 9.   | Fortitudo Mozzecane | 19 | 22 | 5  | 4 | 13 | 33 | 46 | -13 |
|  | 10.  | Entella             | 17 | 22 | 4  | 5 | 13 | 23 | 44 | -21 |
|  | 11.  | Graph. Campagna     | 16 | 22 | 5  | 1 | 16 | 24 | 66 | -42 |
|  | 12.  | Trento              | 10 | 22 | 3  | 1 | 18 | 26 | 62 | -36 |

Legenda:
      Promosse in Serie A 2010-2011
      Retrocessa in Serie B 2010-2011
Note:
Tre punti a vittoria, uno a pareggio, zero a sconfitta.

### Classifica marcatrici
| Gol | Rigori |  | Giocatore          | Squadra             |
| --- | ------ |  | ------------------ | ------------------- |
| 24  | 6      |  | Fulvia Dulbecco    | Cervia              |
| 22  | 4      |  | Stefania Rigatti   | Südtirol Vintl      |
| 15  |        |  | Chantal Trezzi     | Mozzanica           |
| 14  |        |  | Elisa Perini       | Mozzanica           |
| 13  |        |  | Katia Coppola      | Como 2000           |
| 13  | 1      |  | Chiara Piccinno    | Mozzanica           |
| 13  | 1      |  | Monica Carminati   | Como 2000           |
| 13  | 2      |  | Deila Boni         | Fortitudo Mozzecane |
| 12  | 1      |  | Silvia Regalini    | Tradate Abbiate     |
| 12  | 5      |  | Teresina Marsico   | Trento              |
| 11  |        |  | Saidat Adegoke     | Milan               |
| 10  |        |  | Barbara Di Stefano | Alessandria         |
| 10  |        |  | Rossella Cavallini | Dinamo Ravenna      |
| 10  |        |  | Serena Coppolino   | Entella             |
| 10  | 4      |  | Federica Laddaga   | Milan               |

## Girone B

### Squadre partecipanti
| Club                                  | Città               | Stagione 2008-2009      |
| ------------------------------------- | ------------------- | ----------------------- |
| A.C.D. C.F. Allservicesystem Oristano | Oristano            | 10º posto in Serie A2/A |
| A.S.D. Ariete Calcio Femminile        | Chieti scalo        | 3º posto in Serie B/C   |
| A.S.D. Carpisa Yamamay Napoli         | Napoli              | 8º posto in Serie A2/B  |
| A.P.D. E.D.P. Jesina                  | Jesi                | 5º posto in Serie A2/B  |
| A.C.F. Firenze A.S.D.                 | Firenze             | 2º posto in Serie A2/A  |
| A.F.D. Grifo Perugia                  | Perugia             | 4º posto in Serie A2/B  |
| A.S.D. Olbia C.F.                     | Olbia               | 9º posto in Serie A2/A  |
| A.S.D. Pisa C.F.                      | Pisa                | 10º posto in Serie A2/B |
| U.C.F. Sezze                          | Sezze               | 1º posto in Serie B/D   |
| A.S.D. Siena C.F.                     | Siena               | 1º posto in Serie B/C   |
| A.S.D. Upea Orlandia 97               | Capo d'Orlando      | 7º posto in Serie A2/B  |
| A.S.D. Vis Francavilla Fontana        | Francavilla Fontana | 6º posto in Serie A2/B  |

### Classifica finale
|  | Pos. | Squadra                   | Pt | G  | V  | N  | P  | GF | GS | DR  |
|  | ---- | ------------------------- | -- | -- | -- | -- | -- | -- | -- | --- |
|  | 1.   | Upea Orlandia 97          | 51 | 20 | 16 | 3  | 1  | 56 | 20 | +36 |
|  | 2.   | Firenze                   | 43 | 20 | 13 | 4  | 3  | 46 | 15 | +31 |
|  | 3.   | Grifo Perugia             | 36 | 20 | 10 | 6  | 4  | 42 | 26 | +16 |
|  | 4.   | Napoli                    | 35 | 20 | 10 | 5  | 5  | 45 | 25 | +20 |
|  | 5.   | Vis Francavilla F.        | 34 | 20 | 9  | 7  | 4  | 36 | 24 | +12 |
|  | 6.   | Siena                     | 23 | 20 | 6  | 5  | 9  | 22 | 27 | -5  |
|  | 7.   | L.F. Jesina               | 22 | 20 | 6  | 4  | 10 | 22 | 33 | -11 |
|  | 8.   | Allservicesystem Oristano | 19 | 20 | 5  | 4  | 11 | 24 | 54 | -30 |
|  | 9.   | Ariete                    | 18 | 20 | 5  | 3  | 12 | 28 | 47 | -19 |
|  | 10.  | Pisa                      | 15 | 20 | 4  | 3  | 13 | 16 | 37 | -21 |
|  | 11.  | Olbia                     | 11 | 20 | 3  | 2  | 15 | 25 | 54 | -29 |
|  | ---  | Sezze                     | -- | -- | -- | -- | -- | -- | -- | --  |

Legenda:
      Promosse in Serie A 2010-2011
      Retrocessa in Serie B 2010-2011
      Esclusa dal campionato
Note:
Tre punti a vittoria, uno a pareggio, zero a sconfitta.
Il Sezze è stato escluso dal campionato alla quarta rinuncia e radiato dagli organici FIGC.
L'Olbia è stato successivamente riammesso in Serie A2 a completamento organici.
La Jesina, l'Ariete e il Pisa hanno successivamente rinunciato all'iscrizione in Serie A2.

### Classifica marcatrici
| Gol | Rigori |  | Giocatore         | Squadra                |
| --- | ------ |  | ----------------- | ---------------------- |
| 16  |        |  | Alia Guagni       | Firenze                |
| 16  |        |  | Luisa Pugnali     | Grifo Perugia          |
| 15  | 1      |  | Alessia Cianci    | Upea Orlandia 97       |
| 13  |        |  | Valeria Pirone    | Carpisa Yamamay Napoli |
| 12  | 2      |  | Martina Mortolini | Grifo Perugia          |
| 10  |        |  | Patrizia Caccamo  | Carpisa Yamamay Napoli |
| 10  |        |  | Jenny Piro        | Upea Orlandia 97       |
| 10  | 2      |  | Marianna Hofer    | Olbia                  |
| 10  | 2      |  | Piera Manzella    | Upea Orlandia 97       |
| 10  | 3      |  | Elisa Lecce       | Carpisa Yamamay Napoli |